# Camilo Sesto
Camilo Blanes Cortés, noto come Camilo Sesto (Alcoy, 16 settembre 1946 – Madrid, 8 settembre 2019), è stato un cantante spagnolo.

## Discografia
- Llegará el verano/Sin dirección (1970) (Movieplay)
- Algo de mí (1971) (Pronto)
- Solo un hombre (1972) (Pronto)
- Algo más (1973) (Pronto)
- Camilo (1974) (Pronto)
- Amor libre (1975) (Pronto)
- Jesucristo Superstar (1975) (Pronto)
- Memorias (1976) (Pronto)
- Rasgos (1977) (Pronto)
- Entre amigos (1977) (Pronto)
- Sentimientos (1978) (Pronto)
- Horas de amor (1979) (Pronto)
- Amaneciendo (1980) (Pronto)
- Más y más (1981) (Pronto)
- Con ganas (1982) (Pronto)
- Amanecer/84 (1983) (Ariola)
- Tuyo (1985) (Ariola)
- Agenda de baile (1986) (Ariola)
- A voluntad del Cielo (1991) (Ariola)
- Huracán de amor (1992) (Ariola)
- Amor sin vértigo (1994) (BMG Ariola)
- Alma (2002) (Elica)